# LA Direct Models
LA Direct Models es una agencia de modelos para la industria pornográfica fundada en 2000 por el actor pornográfico Ben English, inicialmente como una agencia con base en Londres que trabajaba con modelos para adultos británicas para el mercado estadounidense. Al año siguiente, Hay y su novia, la actriz porno, Hannah Harper trasladaron la agencia a Los Ángeles, California.
LA Direct Models representa a aproximadamente 130 actrices y 30 actores, incluyendo a Tori Black, Kagney Linn Karter, Alexis Texas y Lexi Belle. Havana Ginger se convirtió en la primera actriz de contrato de la agencia en 2005, y en 2008 Kimber James se convirtió en su primera actriz transexual. En la actualidad LA Direct Models también representa a profesionales de la producción como directores y maquilladores.
En 2008 la agencia lanzó el sitio web de noticias para entretenimiento de adultos, L.A. Direct News.